# جينشي تاغوشي
جينشي تاغوشي عميد الأكاديمية اليابانية للجودة ولد عام 1924م . مع انتشار الضبط الإحصائي للجوده في اليابان عمل بمعمل الاتصالات الكهربائية عام 1950م. في الفترة بين 1954 حتى 1955م التقى بفشير وشويارت. عام 1958م اصدر كاتبة (التصميم التجريبي). فلسفته اتخذت شكلها في بداية الخمسينات عندما اختير لوضع نظام لتصحيح وتطوير نظتم الاتصالات الهاتفية المتهالك نتيجة للحرب في اليابان.

## فلسفته للجودة
أنها الخسارة التي اضافتها إلى المجتمع منذ الوقت الذي يتم فيه شخن المنتج وتشمل الخسارة المجتمعية والإخفاق في متطلبات العميل والإخفاق في الأداء المثالي والتاثيرات الجانبية الضارة .

## أبرز مؤلفاته
1958م اصدر كاتبة (التصميم التجريبي).

## أهم الأفكار والنماذج
1/ دالة الخسارة :
التي يتم من خلالها تحديد قيمة الخسارة عند الحيود عن الهدف.
2/خصائص التصميم.
تعني كلما اتجهت قيمة التكلفة إلى الهدف كلما أدى إلى انخفاض التكلفة .مما يدل على أن لدى العملاء الرغبة في الشراء وأن المنتج يتناسب مع توقعاتهم.

## التأثر والتشابه
•	عاصر شويارت وفيشر .
•	تميز بمتابعة المنتج من مرحلة التصميم عن طريق ربطه بطرائق احصائية للسيطرة على الجودة.

## جوائز الجودة
•	ميدالية شيورات .
•	جائزة الشريط الأزرق عام 1990 من إمبراطور اليابان لمساهمته في الصناعة اليابانية.
•	الجمعية الأمريكية للجودة عام 1995م.
•	كرم على اعتباره معلما للجودة من الإدارة البريطانية للصناعة والتجارة عام 1991م.
•	[[جائزة ديمنغ]] 3 مرات في اوقات مختلفة لمساهمته في هندسة الجودة .